# Đặng Thị Ngọc Thịnh
Đặng Thị Ngọc Thịnh, född 1959, var tillförordnad president i Vietnam 2018. 